# Kent County, Rhode Island
Kent County är ett county i delstaten Rhode Island, USA. Kent är ett av fem countyn i delstaten och ligger i den centrala delen av Rhode Island. Den största staden i countyt är Warwick, men East Greenwich är den administrativa huvudorten. År 2010 hade Kent County 166 158 invånare.

## Geografi
Enligt United States Census Bureau så har countyt en total area på 487 km². 440 km² av den arean är land och 47 km²  är vatten. 

### Angränsande countyn
- Providence County, Rhode Island - nord
- Bristol County, Rhode Island - öst
- Washington County, Rhode Island - syd
- New London County, Connecticut - väst
- Windham County, Connecticut - väst
- Newport County, Rhode Island - sydväst